# Râul Valea Râiosului
Râul Valea Râiosului este un curs de apă, afluent al râului Bădeni. 